# Будност
За будистички појам пробуђења, види Бодхи
Будност је свесно стање које је супротно сну. Прелазак из сна у будност се назива буђење. Постојана будност се назива бдење.
Будност је стање у којем живи организми обављају многе активности везане за преживљавање (нпр. исхрана, комуникација, рекреација, итд.). Животиње могу јести, трчати, летети, пливати и ходати док су будне. Постоји биолошки неопходна количина времена коју организам мора провести у будном стању, као и количина времена коју мора провести спавајући.
Филозофи су од давних времена покушавали да аргументовано докажу разлику између сна и јаве. Тиме се бавио још Платон у Теетету, а то је остао изазов за логичку аргументацију до данас. Код Хераклита налазимо један од одговора - да је стварност снова приватна, а стварност јаве јавна. Други могући одговор јесте да се они разликују по томе што сан нема последица, док их јава има. Трећи, попут Шопенхауера, сматрају да је управо моменат буђења оно по чему се сан и јава разликују.
| „                  | Буђење је једини критериј разликовања будног стања од сна. | ” |
| — Артур Шопенхауер |                                                            |   |

## Тумачења будности
У филозофији разликујемо буђење у дословном смислу (буђење из сна) од буђења као метафоре (буђење из јаве), која указује на трансформацију људске свести. За разлику од буђења у дословном смислу, истинска будност следи након буђења из јаве, односно пробуђења. Мудраци свих времена поручују да су људска бића способна да живе у стању свести према којем је уобичајено будно стање попут спавања или сна. Управо због тога многа духовна учења говоре о «заједничком привиду» (види: Маја (илузија), прелест) како би описали уобичајено људско постојање. Тако Чуанг Це јаву назива „великим сном“, а пробуђење „великим буђењем“.

### Будност у грчкој филозофији
Старогрчки филозоф Хераклит из Ефеса (око 535-475. п. н. е.) је говорио да постоји свеопшти ум (логос) иманентан свим стварима, који их повезује у јединство и управља њиховим променама. Човеков ум је само моменат тог општег ума, а оне који то не увиђају Хераклит пореди са уснулима, који имају своје појединачне снове, насупрот истинској стварности.
| „                        | Буднима је свет један и заједнички, (а они који спавају) окрећу се сваки своме властитоме. | ” |
| — Хераклит, фрагмент 89. |                                                                                            |   |

Да би човек био истински будан, треба да тежи остварењу становишта ума и да живи у складу са њим, увиђајући јединство свих ствари и владавину непроменљивог закона, задовољан нужним токовима васионе који су израз свеобухватног логоса. Душе треба да теже да се издигну изнад одвојене стварности “спавача” и да дођу до заједничке стварности “будног”, односно до познања свеопштег логоса.

### Будност у кинеској филозофији
Чуанг Це, кинески филозоф из 4. века п. н. е. је наглашавао да не постоји сигуран критеријум разликовања сна од јаве.
| „ | Претпоставите да сањате да сте птица. Ви заиста узлећете у небо. Претпоставите да сањате да сте риба. Ви заиста роните у дубину рибњака. Судећи према томе, нико не може бити сигуран да ли смо ми — ви и ја, који управо сада и овде говоримо о томе — будни или тек сањамо. | ” |

Чуанг Це оно што се сматра људском стварношћу назива Великим Сном који схватамо тек када доживимо Велико Пробуђење.
| „ | Човек у сну пије вино, а ујутру плаче и кука. Човек плаче у сну, али ујутро радосно креће у лов. Док сања он није свестан да сања... Тек када се пробуди он схвата да је то био сан. Слично томе, тек када доживимо Велико Пробуђење ми схватамо да је све ово само један Велики Сан. Али глупи замишљају да су заиста будни... У стварности, међутим, и ви и ја смо сан. Штавише, и сама чињеница да вам говорим да сањате, сама за себе је сан... Велики мудрац способан да проникне у ту мистерију тешко да ће се појавити на овом свету и за десет хиљада година. | ” |

И поред тога што не постоји сигуран критеријум разликовања сна од јаве, он је сматрао да мора постојати нека разлика, коју назива преображајем ствари.
| „ | Једном сам ја, Чуанг Це, сањао да сам лептир. Лепршајући наоколо, срећан и весео, чинио сам шта ми се прохте. Не бејах свестан да сам Чуанг Це. Одједном, пробудих се, и гле, поново бејах Чуанг Це. Сада не знам јесам ли ја Чуанг Це који је сањао да је лептир или лептир који сања да је Чуанг Це? Између Чуанг Цеа и лептира мора постојати разлика! То је оно што се назива преображај ствари. | ” |

Преображај ствари је процес током којег јединствена стварност поприма различите облике само-испољавања. Ко разуме преображај ствари увиђа да све ствари јесу вечно једно и да људски живот представља само један појавни облик. Мудар човек зна да „где год да одемо, све ће бити у реду. Спокојно ћемо заспати, и одједном ћемо се наћи будни“.

### Будност у индијској филозофији
Индијски филозофи традиционално сан сматрају сметњом и препреком пуне будности и свесности, која им је идеал. Притом се и уобичајено будно стање пореди са сном у коме смо омађијани велом маје. Маја је привидни основ појавног света, чији је збиљски основ апсолутни дух. Због маје нам се једно чини многоструким, а апсолутно релативним. Стога је потребно постићи духовно ослобођење (санскрит: मोक्ष мокша) превазилажењем појавности појединачне свести (санскрит: атман), времена, простора и узрочности, што се најчешће постиже аскетском дисциплином смиривања страсти.. У ђаинистичкој филозофији, ђинах, победник страсти и незнања, такође се назива и будним (буддхо). Индијска филозофија разликује четири стања свести:
- будност
- сан
- спавање (сан без снова)
- смрт

У систему јоге су ова четири стања повезана са одређеним животним даховима (санскрт: прана). Ти животни дахови образују језгро тзв. „истанчаног тела“ чија су главна енергетска средишта (санскрт: чакра) поређана дуж кичмене мождине. Овај сплет сила се у индијској физиологији назива кундалини, или „змијски“ систем, којим тече животна енергија пране уздижући се до врха средишњег канала, где се улива у отвор кичмене мождине. Свесно активирање овог процеса сматра се физиолошком претпоставком „пробуђења“.

### Будност у будизму
Читаво будистичко учење се првенствено заснива на постизању пробуђења (санскрит: боди), како би се човек избавио из „зачараног круга“ самсаре (санскрит: संसार), односно вечног тока рађања, умирања и препорађања. Пробуђење се може одредити као увиђање истине (санскрит: дарма) која се крије иза појава. И сама реч Буда долази од санскртског корена буд, што значи «бити будан». Тако Буда није име нити особа, већ је то стање свести, односно почасно звање за пробуђеног појединца. Готама Буда налаже оплемењивање свесности постојаношћу пажње (сати-паттханам), коју не смеју одвлачити ни прошлост и будућност.
| „                     | Испосник док хода јасно зна 'ја ходам', док стоји јасно зна 'ја стојим', док седи јасно зна 'ја седим', док лежи јасно зна 'ја лежим'... Исто тако испосник је потпуно сабран кад долази и одлази, кад гледа и кад се осврће, кад се сагне и дигне, потпуно је сабран кад носи просјачку зделу и огртач, потпуно је сабран кад једе, пије, жваће и гута, потпуно је сабран кад врши велику и малу нужду... | ” |
| — Мађдхима-никајо, 10 | |   |

Буда је формулисао упутства за оплемењивање духа у виду племенитог осмоструког пута који подразумева: 1) исправне назоре, 2) исправне намере, 3) исправан говор, 4) исправно делање, 5) исправан живот, 6) исправан напор, 7) исправну пажњу и 8) исправну сабраност.

### Будност у хришћанству
У Новом завету налазимо параболе које говоре о важности тога да човек буде будан, тј. да се не успава. Исус код својих ученика инсистира на непрестаној будности:
| „                             | Пазите добро, останите будни, јер ви не знате кад ће бити час. То је као кад човек пође на путовање: он остави своју кућу, повери својим слугама власт, сваком његову задаћу, а вратару дадне наредбу да бде. Бдијте дакле, јер ви не знате кад ће господар куће доћи, на вече или усред ноћи, о петлову поју или у јутро. Бојте се да не дође ненадано и не нађе вас како спавате. То што вама кажем, кажем свима - бдијте! | ” |
| — Јеванђеље по Марку 13:33-37 | |   |

Гностички хришћани сматрају да Дух лежи успаван у материји, без свести о самом себи, а једина достојна сврха живота јесте његово буђење и ослобађање кроз сазнање. Духовно буђење се остварује стицањем увида односно знања (грч. γνώσις, гносис), које се описује као непосредно искуствено сазнање о натприродном или божанском. Јеванђеље истине, хришћански апокрифни спис из средине 2. века, чијим се аутором сматра теолог Валентин, говори о стању непознавања Оца које се пореди са кошмарним сном, док са познајом наступа буђење.

Хришћански црквени оци су такође наглашавали значај будности. Тако свети Антоније Велики каже: 
| „ | Пробудимо се из сна док се још налазимо у овом телу. | ” |

У православном монаштву се поред осталих подвига (пост, молитва, итд.) упражњава и бдење, односно пракса постојане будности. Бдење се посматра као средство за достизање истинског циља хришћанског живота, односно стицања духа Божијег.

### Будност у исламу
| „         | Људи спавају, а када умру — пробуде се! | ” |
| — Мухамед |                                         |   |

Ова Мухамедова изрека је одувек била подстицајна за разна тумачења будности у исламској традицији. Ал-Газали смрт назива „починком између два буђења“, малог на овом свету и великог на оном свету. Ибн Араби сматра да израз „умрети и пробудити се“ означава духовно искуство „самопоништавања“ (fana) и истрајавања (baqa) у Божјем присуству. Он у свом делу Драгуљи мудрости (Fusus al—hikam) приповеда да су сви земаљски снови „у сну сан“ (manam fi manam). Ибн Араби говори о потреби буђења из великог сна живота у којем човек свакодневно сања да се буди из посебних снова.
Све у свемиру бдије изузев људске равни човека (док Божија раван човека, нпр. откуцаји срца, бдије). Ал-Газали у Алхемији среће говори о Божјим војскама које управљају крвотоком, мозгом, бубрезима, плућима, сновима... Човек се не може подврћи непрестаној будности, јер га невидљиви божји прсти успављују и наизмјенице буде (у складу с окретањем Земље око себе да би је Сунце стално будило). Будни је изнад сна, и човек може постићи будност само уз вечно будног Бога.
Курански термин ayqaz (множ. од yaquz - будан) је постао образац многих мистичних наслова у исламској традицији. Ибн Сина (лат. Avicena) и Ибн Туфајл (лат. Abubacer) пишу књиге под насловом Живи син Буднога (Hayy ibn Yaqzan). Исламска филозофија говори о потреби буђење из сна немара и заборава који се у арапском језику означава речју jakze. Онај који се утопио у овај свет изгубивши моћ посматрања светлости своје исконске природе (fitreta), у стању је заборава збиље (hakka), односно налик је спавачу који није свестан свог окружења.
Да би остварио будност, духовни путник (salik) треба да позна свој грех и да се супротстави свом нефсу (страст, жудња). Будност је прва искра која осветљава срце човека и чини га спремним за остварење контакта са божанским.